# Farbauti (satélite)
Farbauti, também conhecido como Saturno XL é um satélite natural de Saturno. Sua descoberta foi anunciada por Scott S. Sheppard, David C. Jewitt, Jan Kleyna, e Brian G. Marsden em 4 de maio de 2005, a partir de observações feitas entre 12 de dezembro de 2004 e 9 de março de 2005. Sua designação provisória foi S/2004 S 9.
Farbauti tem cerca de 5 km de diâmetro, e orbita Saturno a uma distância média de 20 291  km em 1079,099 dias, com uma inclinação de 58° com a eclíptica (131° com o equador de Saturno), em uma direção retrógrada com uma excentricidade de 0,209.
Foi nomeado em abril de 2007 a partir de Farbauti, da mitologia nórdica, pai de Loki.